# LMS International
LMS International est une société d’ingénierie qui travaille en partenariat avec des entreprises du secteur de l’automobile, de l’aéronautique et d’autres industries de fabrication. 
LMS propose une combinaison de logiciels de simulation 1D et 3D, de systèmes d’essai et de services d’ingénierie axés sur des attributs tels que la dynamique des systèmes (systèmes thermiques, électriques et mécaniques), l’intégrité des structures, la qualité sonore, la durabilité, la sécurité ou encore la consommation d’énergie.

## Historique
Depuis sa création en 1980 comme spin-off de l’Université catholique de Louvain (K.U. Leuven), LMS International est passée du statut d’entreprise de niche à celui de chef de file du marché mondial[réf. nécessaire] des logiciels de test et de simulation et des services de consultance dans ce secteur pour l’industrie mécanique. 
LMS International compte plus 800 collaborateurs hautement qualifiés[réf. nécessaire], bénéficie de la certification ISO9001 dans toutes ses activités et possède au niveau international 30 filiales, notamment en Europe, aux États-Unis, au Japon et en Asie.
LMS a racheté en juin 2007 la société Imagine qui avait été créée 20 ans auparavant en 1987 par Pierre Guérin et Michel Lebrun pour la conception et le contrôle de systèmes dynamiques complexes avec AMESim, le logiciel de simulation pour la modélisation et l'analyse de systèmes 1D multi-domaines.
En août 2011, LMS International fait l'acquisition de la société wallonne Samtech, spin-off de l'ULg, qui développe et commercialise le logiciel de calcul éléments finis Samcef .
En novembre 2012, l'allemand Siemens acquiert la société LMS International, dont elle inclut les produits dans sa suite PLM.

## Liste des produits
- LMS Imagine.Lab AMESim
- LMS Virtual.Lab
- LMS Test.Lab
- LMS SCADAS
- LMS Test.Xpress

Legacy Products:
- CADA-X
- PIMENTO
- SYSNOISE
- DADS
- FALANCS
- GATEWAY
- RAYNOISE